# Cerebratulus complanatus
Cerebratulus complanatus är en djurart som tillhör fylumet slemmaskar, och som först beskrevs av Rudolf Albert von Kölliker 1845.  Cerebratulus complanatus ingår i släktet fläsknemertiner, och familjen Cerebratulidae. Inga underarter finns listade i Catalogue of Life.